# Allohercostomus chinensis
Allohercostomus chinensis är en tvåvingeart som beskrevs av Yang, Saigusa och Kazuhiro Masunaga 2001. Allohercostomus chinensis ingår i släktet Allohercostomus och familjen styltflugor.
Artens utbredningsområde är Yunnan (Kina). Inga underarter finns listade i Catalogue of Life.